# Антич, Никола
Нико́ла А́нтич (серб. Никола Антић; род. 4 января 1994, Белград) — сербский футболист, защитник казахстанского клуба «Ордабасы».

## Клубная карьера
Воспитанник «Партизана».
Летом 2011 года подписал свой первый профессиональный контракт с клубом «Рад». Через месяц был отдан в аренду сроком на год в клуб «Палич». В августе 2012, вернувшись из аренды, дебютировал в сербской Суперлиге. В сезоне 2012/13 провёл за «Рад» 8 встреч чемпионата, в следующем — 11 игр.
5 августа 2014 года было объявлено о трансфере Антича в «Црвену Звезду». Дебютировал 24 сентября в матче Кубка Сербии. Первый матч в чемпионате провёл 29 ноября 2014 против ОФК. В феврале 2015 года разорвал контракт и присоединился к «Ягодине».
31 августа 2015 года Антич подписал трёхлетний контракт с «Воеводиной». В январе 2018 года продлил соглашение, подписав продление на один год.
6 февраля 2019 года подписал двухлетний контракт с солигорским «Шахтёром». В феврале 2020 года продлил контракт до конца 2022 года. Сыграл свой 100 матч в футболке солигорского клуба 25 июня 2022 года против «Торпедо-БелАЗ». По сообщениям источников сообщалось, что футболист по окончании контракта покинет клуб в январе 2023 года. В ноябре 2022 года футболист на встрече с болельщиками сообщил о том, что покидает клуб по окончании срока действия контракта.
В декабре 2022 года футболист отправился на сборы с российским клубом «Химки». По информации источников футболист заключил с клубом контракт на 1.5 года. В феврале 2023 года футболист официально присоединился к российскому клубу.
В июне 2023 года футболист перешёл в белградский «Партизан» за 150 тысяч евро.

## Карьера в сборной
Выступал за юношеские сборные Сербии до 17 и до 19 лет. В составе сборной до 19 лет принимал участие в юношеском чемпионате Европы, ставшем для Сербии победным. Сыграл во всех 5 матчах своей команды на турнире, в том числе и в финале против сборной Франции.

## Достижения
- Чемпион Белоруссии (2): 2020, 2021, 2022[a]
- Обладатель Суперкубка Белоруссии: 2021
- Обладатель Кубка Белоруссии: 2018/19